# Zee TV

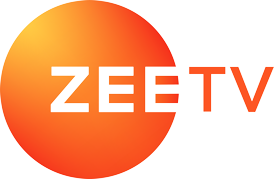

Zee TV(힌디어: ज़ी टीवी)는 인도의 텔레비전 채널이다.